# (14077) Volfango
(14077) Volfango est un astéroïde de la ceinture principale.

## Description
(14077) Volfango est un astéroïde de la ceinture principale. Il fut découvert le 9 août 1996 à Stroncone par Antonio Vagnozzi. Il présente une orbite caractérisée par un demi-grand axe de 3,11 UA, une excentricité de 0,13 et une inclinaison de 4,9° par rapport à l'écliptique.

## Compléments